# Parlamento del Madagascar
Il Parlamento del Madagascar (in malgascio Antenimieran'i Madagasikara, in francese Parlement de Madagascar) è il parlamento bicamerale della Repubblica del Madagascar.

## Composizione
Esso si compone di una camera bassa di 163 membri eletti direttamente dai cittadini, l’Assemblea nazionale (la più forte tra le due) e di una camera alta di 18 membri nominati dalle province (12) e dal Presidente (6), il Senato.